# 李政濬
李 政濬（イ・ジョンジュン、1984年8月30日 - ）は、大韓民国・ソウル特別市出身のプロバスケットボール選手。193cm、93kg。

## 来歴
檀国大学校では1試合38得点をマークするなど活躍。
卒業後の2007年に来日し、東京アパッチに入団。